# Peremkeresés
A számítástechnikában a peremkeresés egy gráfbejáró útkereső algoritmus, amely megtalálja a legrövidebb utat az adott kezdeti csomóponttól egy célcsomópontig. 
Lényegében a peremkeresés egy középút az A* algoritmus  és az iteratívan mélyülő A* algoritmus (IDA*) között. 
Ha g(x) az első csomóponttól az aktuális csomópontig tartó keresési út költsége, és h(x) az aktuális csomóponttól a célig tartó út költségének heurisztikus becslése, akkor ƒ(x) = g(x) + h(x), és h* a cél elérésének tényleges költsége. Vegyük IDA* -ot, amely egy rekurzív balról jobbra haladó első mélységi keresést hajt végre a gyökércsomóponttól, és megállítja a rekurziót, miután megtalálja a célt, vagy a csomópontok elérték a maximális ƒ értéket. Ha az  ƒ küszöbértékig nem találta meg a célt, akkor megnöveljük a küszöbértéket, és újraindul a kereső algoritmus. A küszöbön iterál. 
Az IDA-val szemben három fő előnye van. Az első, hogy az IDA* megismétli a kereséseket, ha nem talál megfelelő utat a célcsomóponthoz - ezt gyakran úgy oldja meg, hogy a látogatott állapotokat a gyorsítótárban tárolja. Az így megváltoztatott IDA* memóriát javított IDA*-nak (ME-IDA*) nevezzük, mivel némi tárolót igényel. Ezen túlmenően az IDA* megismétli az összes korábbi keresési műveletet az új küszöbértékkel, amely a tárolás nélküli működéshez szükséges. Az előző iteráció levélcsomóinak tárolásával és a következő kiindulási helyzetének felhasználásával az IDA* hatékonysága jelentősen javul (különben az utolsó iteráció során mindig meg kell látogatnia a fában lévő összes csomópontot). 
A peremkeresés ezeket a fejlesztéseket hajtja végre az IDA*-on azzal, hogy egy olyan adatszerkezetet használ, amely valójában két lista, ahol a keresés a fa határán vagy szélén iterál. Az egyik most az aktuális iterációt, a másik pedig a következő iterációt tárolja. Tehát a keresési fa gyökércsomópontja most a gyökér lesz, később pedig üres. 
Ezután az algoritmus a két művelet egyikét ƒ(head) hajtja végre: Ha ƒ(head) meghaladja az aktuális küszöböt, eltávolítja a fejet az aktuálisból, és beilleszti a következő végére; azaz menti a fejet a következő iterációhoz. Ellenkező esetben, ha ƒ(head) kisebb vagy egyenlő, mint a küszöb, a kibővített csomópont generálja gyermekeit. Az iteráció végén megnő a küszöb, a következő lista az aktuális listává válik, és később kiürül.
Fontos különbség  a perem és az A* között az, hogy az A* az első legjobb keresést hajtja végre, míg az IDA* az első mélységit. Az A* kisebb keresési fákat épít, mint az IDA*, mivel előnye van a tárolás használatának (nyitott és  zárt Listák), míg az IDA* olyan tárolást használ, amely csak a legrövidebb út hosszát tárolja. A peremlisták tartalmát nem feltétlenül kell tárolni, ami az A*-hoz viszonyítva jelentős nyereség, mert az A* nyitott listájában a rend gyakran költséges fenntartást igényel. Az IDA* alacsony tárhelyű megoldása azonban nincs ingyen. Az A* -gal ellentétben a peremkeresésnek a csomópontokat ismételten meg kell látogatnia, de minden ilyen látogatás költsége állandó, összehasonlítva az A* listájában való keresés legrosszabb logaritmikus idejével. Másrészt az IDA* egyszerűen megvalósítható, míg az A* gyors verziói sok erőfeszítést igényelnek a megvalósításhoz.   

## Pszeudokód
Mindkét lista végrehajtása egy kétszeresen összekapcsolt listában történik, ahol az aktuális csomópontot megelőző csomópontok a későbbi rész,  az összes többi az aktuális listában vannak. A listában az előre kiosztott csomópontok tömbjének felhasználásával a rács minden egyes csomópontjára a lista csomópontjaihoz való hozzáférési idő állandóra csökken. Hasonlóképpen, egy markertömb lehetővé teszi a listában lévő csomópontok állandó időben történő keresését. A g tárolása hash-tábla formájában történik, mely az utolsó markertömb tárolására szolgál az állandó időtartamú kereséshez, függetlenül attól, hogy egy csomópontot korábban meglátogattak-e, és a gyorsítótár-bejegyzés érvényes.
```
init
(
start
,
 
goal
)

    
fringe
 
F
 
=
 
s

    
cache
 
C
[
start
]
 
=
 
(
0
,
 
null
)

    
flimit
 
=
 
h
(
start
)

    
found
 
=
 
false

    
while
 
(
found
 
==
 
false
)
 
AND
 
(
F
 
not
 
empty
)

        
fmin
 
=
 
∞

        
for
 
node
 
in
 
F
,
 
from
 
left
 
to
 
right

            
(
g
,
 
parent
)
 
=
 
C
[
node
]

            
f
 
=
 
g
 
+
 
h
(
node
)

            
if
 
f
 
>
 
flimit

                
fmin
 
=
 
min
(
f
,
 
fmin
)

                
continue

            
if
 
node
 
==
 
goal

                
found
 
=
 
true

                
break

            
for
 
child
 
in
 
children
(
node
),
 
from
 
right
 
to
 
left

                
g_child
 
=
 
g
 
+
 
cost
(
node
,
 
child
)

                
if
 
C
[
child
]
 
!=
 
null

                    
(
g_cached
,
 
parent
)
 
=
 
C
[
child
]

                    
if
 
g_child
 
>=
 
g_cached

                        
continue

                
if
 
child
 
in
 
F

                    
remove
 
child
 
from
 
F

                
insert
 
child
 
in
 
F
 
past
 
node

                
C
[
child
]
 
=
 
(
g_child
,
 
node
)

            
remove
 
node
 
from
 
F

        
flimit
 
=
 
fmin

    
if
 
reachedgoal
 
==
 
true

        
reverse_path
(
goal
)

```

 Fordított pszeudokód 
```
reverse_path
(
node
)

    
(
g
,
 
parent
)
 
=
 
C
[
node
]

    
if
 
parent
 
!=
 
null

        
reverse_path
(
parent
)

    
print
 
node

```

## Kísérletek
Ha a peremkeresést számítógépes játékokra jellemző, átjárhatatlan akadályokkal rendelkező, rácsalapú környezetben tesztelték, a peremkeresés 10–40%-kal haladta meg az A* algoritmus hatékonyságát, a lapok vagy az oktílok használatától függően. A lehetséges további fejlesztések között szerepel egy olyan adatszerkezet használata, amely könnyebben hozzáférhetővé teszi a gyorsítótárakat. 

## Fordítás
Ez a szócikk részben vagy egészben  a   Fringe search című angol Wikipédia-szócikk ezen változatának fordításán alapul.  Az eredeti cikk szerkesztőit annak laptörténete sorolja fel. Ez a jelzés csupán a megfogalmazás eredetét és a szerzői jogokat jelzi, nem szolgál a cikkben szereplő információk forrásmegjelöléseként.